# Helge "Dempsey" Johansson
Sven Helge "Dempsey" Johansson, född 27 november 1905 i Väskinde församling, Gotland, död 3 november 1937 i Sankt Görans församling, Stockholm, var en svensk ishockeyspelare. Han spelade ishockey med Djurgårdens IF 1922/23-1924/25 och med Hammarby IF 1925/26-1927/28. Helge Johansson var den som gjorde det hundrade målet för Hammarby den 19 januari 1926 i en match mot IF Linnéa. Han deltog i de Olympiska vinterspelen 1924 i Chamonix (även gällande VM) där Sverige slutade fyra och erövrade SM-silver med Djurgården 1923 och 1924.
Johansson spelade dessutom bandy för både Djurgården och Hammarby. Under juniortiden i Djurgården var han även en synnerligen god fotbollsspelare. Sitt smeknamn skall han ha fått under sin tid i Djurgården, på grund av sin utseendemässiga likhet med den kände amerikanske boxaren Jack Dempsey.
Helge föddes på Skäggs gård i Väskinde socken, där hans mor Anna Lovisa Johansson (1889-1948) arbetade som piga. Fadern var okänd. Mor och son flyttade de kommande åren mellan flera gotländska socknar innan de 1915 kom till Stockholm. De bosatte sig på Wallingatan 31 i Adolf Fredriks församling, där modern under många år drev en mejeriaffär. 
I sitt civila liv kom Helge Johansson att arbeta som omnibusförare. 1930 gifte han sig med Dagmar Wärme (1906-2000), paret fick två barn, Bert Helge (1931-2009) och Hjördis Margareta (1935-1959).
Helge Johansson gick bort 1937. Han påträffades medvetslös i Sportpalatsets stora simbassäng och fördes till Sankt Görans sjukhus där han senare avled. Simexperter höll för troligt att han gått direkt från den varma bastun och dykt ned i det kalla vattnet. Dödsorsaken visade sig vara en hjärnblödning. Hans dödsruna beskrev honom som en god idrottsman och skicklig simmare.

Helge "Dempsey" Johansson är begravd på Skogskyrkogården i Stockholm.